# Marc Simoneau
Pour les articles homonymes, voir Simoneau.
Marc Simoneau, né à Montmagny le 19 septembre 1940 et mort le 3 mai 2013 d'un cancer à Québec,,,, était un animateur radio spécialisé dans le commentaire sportif et un homme politique de Québec (Québec, Canada).

## Biographie
Marc Simoneau a toujours été un amateur de sports. En 1965, il était membre des Sportifs du Québec, une association des amateurs de sports de la région de la ville de Québec ou il se voit confier le mandat de la publicité. 
Il commence a faire de l'animation a la radio, a temps partiel, dès 1967 ou il annonce les résultats des sports. Simoneau quitte la fonction publique québécoise en 1974 pour devenir un journaliste et animateur radio sportif à Québec à temps plein, particulièrement pour la couverture de l'équipe de hockey de la LNH des Nordiques de Québec, en particulier à la station CHRC, pour laquelle il est un pilier durant les années 1970 et 1980 en compagnie d'André Arthur,.  Il passe une vingtaine d'années à cette station, pour laquelle il anime une émission chaque jour en soirée, en plus de participer à l'émission matinale d'André Arthur.  Il occupera plusieurs autres postes comme animateur à la radio de CKVL à Montréal, comme directeur des sports pour la station CJRP et comme commentateur sportif à la télévision pour Télé-Capitale.
Il est élu conseiller municipal du district Robert-Giffard à Québec en 2005 dans le district Robert-Giffard, puis réélu en 2009 comme membre du parti de l'Équipe Labeaume,.

## Vie privée
Marci Simoneau épouse Madeleine Lavoie en 1968. 
Marc Simoneau est diagnostiqué d'un myélome multiple, un cancer de la moelle osseuse, au printemps 2010. Il a cessé ses interventions à la radio en 2011. Cette maladie mène à son hospitalisation le 19 décembre 2012 ; il en meurt le 3 mai 2013.

## Hommages
Le Centre sportif Giffard a été nommé Centre sportif Marc-Simoneau le 12 mai 2014. Le Centre est situé dans les limites de l'ancienne ville de Beauport
Le Salon des médias du Centre Vidéotron a été nommé en son honneur le 5 décembre 2015
L'humoriste Mario Jean a fait une parodie de Simoneau avec un personnage d'animateur d'émissions sportives ayant des ressemblances avec ce dernier dans des spectacles de Jean.